# Rivales (película de 1912)
Rivales (The Rivals) es un cortometraje mudo de 1912 dirigido por Mack Sennett.

## Sinopsis
Cuenta la lucha -por parte de unos pretendientes- en busca de la conquista del amor de Mabel en el baile, con una de las primeras bombas de olor conocidas: un trozo de queso Limburger.

## Reparto
- Mack Sennett ... Henry
- Mabel Normand ... Mabel
- Fred Mace ... Fred
- Ford Sterling